# Хершел Сэвадж
Хершел Сэвадж (англ. Herschel Savage, настоящее имя — Харви Коэн (англ. Harvey Cohen); 25 ноября 1952, Нью-Йорк, Нью-Йорк — 8 октября 2023, Лос-Анджелес, Калифорния) — американский порноактёр и порнорежиссёр, лауреат премий AVN Awards и XRCO Award.

## Биография
Родился в Нью-Йорке в семье русских евреев.

## Премии
- 1987 AVN Awards — Лучшая парная сексуальная сцена (Amanda's Diary) вместе с Ниной Хартли[4]
- 1988 AVN Awards — Лучшая парная сексуальная сцена, фильм (Amanda by Night 2)[5]
- 2000 AVN Awards — самая скандальная сексуальная сцена (Perverted Stories 22)[5] вместе с Милой и Дэйвом Хардманом
- 2002 AVN Awards — лучший актёр второго плана, фильм (Taken)[5]
- 2002 AVN Awards — Лучшая групповая секс-сцена, видео (Succubus)[5]
- 2002 AVN Awards — самая скандальная сексуальная сцена (Perverted Stories 31)[5]
- 2006 XRCO Award — Лучшая экранная пара (Dark Side - Red Light) вместе с Пенни Флейм[6]
- 2006 AVN Awards — Лучшая парная сексуальная сцена, фильм (Dark Side)[5]